# 查理摩爾廣場 (亞利桑那州)
查理摩爾廣場（英語：Charlie Moore Place）是位於美國亞利桑那州格林利縣的一個非建制地區。該地的面積和人口皆未知。

## 地理
查理摩爾廣場的座標為33°23′23″N 109°02′49″W / 33.38972°N 109.04694°W，而該地的平均海拔高度為1781米（即5843英尺）。